# 江戸橋駅
江戸橋駅（えどばしえき）は、三重県津市上浜町三丁目にある、近畿日本鉄道（近鉄）名古屋線の駅である。車内アナウンスはないが三重大学前の副駅名がある。アクセントは中高型。駅番号はE38。

## 歴史
元々当駅は、四日市 - 津間の諸集落を結ぶために設立された伊勢鉄道（現存する第三セクター鉄道会社の伊勢鉄道とは異なる）が高田本山 - 津市（後に伊勢電津→部田）間を開業させた際、その一中間駅として設置されたものであった。この時は現在地より100メートル南方に設けられ、単式ホーム1本を有するだけの小駅であった。
その後、伊勢鉄道改め伊勢電気鉄道（伊勢電）は、大神宮前駅までの路線の建設による疲弊と昭和恐慌による乗客低迷で苦境に陥り、1936年（昭和11年）に現在の近鉄の直系母体である参宮急行電鉄（参急）に合併される。これに伴い伊勢電気鉄道の路線は同社の名古屋伊勢本線となったが、この段階では接続駅はまだ設けられず、参急津線の津駅と参急伊勢線の伊勢電津駅の間を徒歩で乗り換えることとしていた。
だが参急が伊勢電の保有していた免許・路盤を活用し、関西急行電鉄（関急）を設立して1938年（昭和13年）に桑名 - 名古屋間の路線を完成させると、津線と名古屋伊勢本線間で乗り換えの需要が高まるため、津線を江戸橋駅まで乗り入れさせることにした。これに伴い江戸橋駅は両線の接続駅としての使命を帯びるようになり、関急名古屋（現・近鉄名古屋） - 大神宮前間の列車と上本町（現・大阪上本町） - 当駅間の特急電車が日2往復接続を行って、名阪間の新ルートを形成した。
ただし、津線は1435mm、名古屋伊勢本線は1067mmと軌間が異なっており、直通運転は不可能であった。そのため参急では、接続駅を参急本線から津線が分岐する参急中川駅（現・伊勢中川駅）に改めることにし、同年末に津 - 中川間を1067mmに改軌した。関西急行鉄道発足後の路線名整理で津線および当駅以北の名古屋伊勢本線が統合されて名古屋線となり、当駅以南は伊勢線として分割された。盲腸線と化した伊勢線は衰退の一途をたどり、戦後の1961年（昭和36年）には全線が廃線、江戸橋駅の乗換駅としての機能は失われた。

### 年表
- 1917年（大正6年）1月1日：伊勢鉄道の一身田町（現・高田本山） - 津市（後の部田）間開通時に開業[2]。
- 1926年（大正15年）9月11日：伊勢鉄道が伊勢電気鉄道に改称、伊勢電気鉄道の駅となる[2]。
- 1936年（昭和11年）9月15日：参宮急行電鉄が伊勢電気鉄道を合併[2]、参宮急行電鉄名古屋伊勢本線となる。
- 1938年（昭和13年）
  - 6月20日：参宮急行電鉄津線が津駅まで開業。
  - 12月7日：津線江戸橋 - 参急中川（のちの伊勢中川）間を標準軌から狭軌に改軌。
- 1941年（昭和16年）3月15日：大阪電気軌道との会社合併により関西急行鉄道の駅となる[2]。路線名整理により参急名古屋 - 江戸橋 - 参急中川間が名古屋線、江戸橋 - 大神宮前が伊勢線となる[1]。
- 1944年（昭和18年）6月1日：関西急行鉄道と南海鉄道の合併により、近畿日本鉄道の駅となる[2]。
- 1959年（昭和34年）6月：100メートル北へ移転。
- 1961年（昭和36年）1月22日：伊勢線廃止[2]。
- 2017年（平成29年）1月1日：開業100周年に伴い、記念乗車券などが発売される[3]。
- 2021年（令和3年) 9月21日：改札口での窓口業務廃止。

## 駅構造

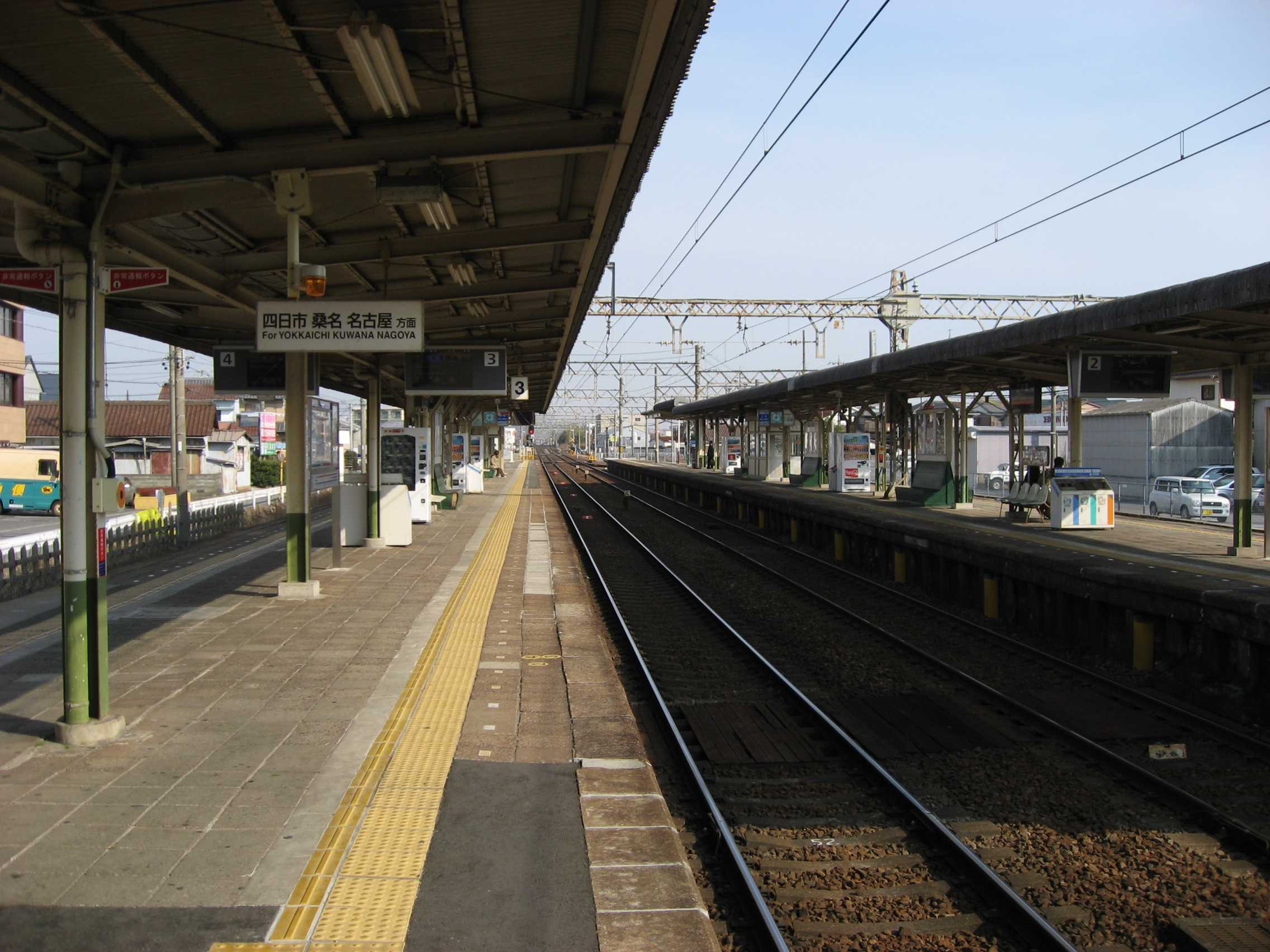
プラットホーム

島式ホーム2面4線を持つ待避可能な地上駅。東側南端に小ぶりな駅舎があり、各ホームとは構内踏切で連絡している。踏切による構内移動でかつ踏切からホームへはスロープになっているため車椅子での移動は容易である。改札内の改札口脇にトイレが備わる。ホームには待合室がある。改札口とホームに発車標が設置されている。
2022年時点で駅員による対面対応は行なわずカメラ付きインターホンによる問い合わせ対応をしている。

### のりば
| のりば | 路線       | 方向 | 行先           |
| ------ | ---------- | ---- | -------------- |
| 1・2   | E 名古屋線 | 下り | 賢島方面       |
| 3・4   | E 名古屋線 | 上り | 近鉄名古屋方面 |

- 内側2線（2番線と3番線）が主本線、外側2線（1番線と4番線）が待避線である。
- 2022年12月17日のダイヤ変更から、名古屋方面の列車については緩急接続を行う列車を除き、構内踏切が作動しない4番のりばからの発車となった。

## 特徴

### 停車列車
- 特急以外の全一般列車が停車しており、名古屋方面からの急行は当駅から伊勢中川駅まで各駅に停車する[5]。
- 名古屋線における急行の待避可能駅の一つで、塩浜駅や伊勢若松駅と同様に急行による特急待避が頻繁に行われる[5]。
  - 名古屋方面の急行や普通列車は伊勢中川駅 - 当駅まで列車待避が不可能のため、特急待避となる場合は通過待ちのための停車時間が長く、一部時間帯は特急の連続通過のため5分以上停車することもある[5]。当駅で特急待避を行わない急行は伊勢若松駅または塩浜駅にて待避を行う。
  - 伊勢中川方面は隣の津駅がしまかぜを除く全特急列車が停車するため、当駅で特急を待避した場合の急行・普通列車は、特急・急行の通過後すぐには発車しない[5]。
  - 朝と夕方以降に急行と普通列車の緩急接続が行われるが、日中時間帯の普通列車は当駅での緩急接続を行わずに白子駅や津新町駅まで先行している[5]。

### 駅設備・営業面
- 津駅管理の有人駅で、PiTaPa・ICOCA対応の自動改札機および自動精算機（回数券カードに対応）が設置されている。自動精算機ではICカードへのチャージが可能。
- 駅設置の列車行先表示LED装置・列車行先音声アナウンスが、通常近鉄の普通電車では、列車行先表示の停車駅表示が「各駅にとまります」・音声アナウンスの停車駅案内が「○○まで各駅にとまります」となっているが、一部の津新町行きの普通電車のみ、列車行先表示の停車駅表示が「津」・音声アナウンスの停車駅案内が「停車駅は津です」となっている。これは停車駅は同じの津新町行きの急行でも列車種別、時間以外は同じ表示・アナウンスがされる。

## 当駅乗降人員
近年における当駅の1日乗降人員の調査結果は以下の通り。
- 2024年11月12日：8,040人
- 2023年11月7日：7,800人
- 2022年11月8日：7,588人
- 2021年11月9日：5,650人
- 2018年11月13日：7,923人
- 2015年11月10日：8,019人
- 2012年11月13日：8,054人
- 2010年11月9日：7,957人
- 2008年11月18日：7,850人
- 2005年11月8日：7,399人

## 利用状況
「三重県統計書」によると、1日の平均乗車人員は以下の通りである。
| 年度   | 一日平均 乗車人員 |
| ------ | ----------------- |
| 1997年 | 3,653             |
| 1998年 | 3,814             |
| 1999年 | 3,915             |
| 2000年 | 3,892             |
| 2001年 | 3,959             |
| 2002年 | 3,859             |
| 2003年 | 3,947             |
| 2004年 | 4,064             |
| 2005年 | 4,227             |
| 2006年 | 4,379             |
| 2007年 | 4,505             |
| 2008年 | 4,546             |
| 2009年 | 4,554             |
| 2010年 | 4,608             |
| 2011年 | 4,654             |
| 2012年 | 4,730             |
| 2013年 | 4,959             |
| 2014年 | 4,732             |
| 2015年 | 4,814             |
| 2016年 | 4,867             |
| 2017年 | 4,825             |
| 2018年 | 4,820             |
| 2019年 | 5,013             |
| 2020年 | 2,688             |
| 2021年 | 3,631             |
| 2022年 | 4,327             |
| 2023年 | 4,749             |

江戸橋駅の利用状況の変遷を下表に示す。
- 輸送実績（乗車人員）の単位は人であり、年度での総計値を示す。年度間の比較に適したデータである。
- 乗降人員調査結果は任意の1日における値（単位：人）である。調査日の天候・行事等の要因によって変動が大きいので年度間の比較には注意を要する。
- 表中、最高値を赤色で、最高値を記録した年度以降の最低値を青色で、最高値を記録した年度以前の最低値を緑色で表記している。

| 年度別利用状況（江戸橋駅） | 年度別利用状況（江戸橋駅）           | 年度別利用状況（江戸橋駅）           | 年度別利用状況（江戸橋駅）           | 年度別利用状況（江戸橋駅）           | 年度別利用状況（江戸橋駅） | 年度別利用状況（江戸橋駅） | 年度別利用状況（江戸橋駅） |
| 年 度                      | 当駅分輸送実績（乗車人員）：人／年度 | 当駅分輸送実績（乗車人員）：人／年度 | 当駅分輸送実績（乗車人員）：人／年度 | 当駅分輸送実績（乗車人員）：人／年度 | 乗降人員調査結果 人／日    | 乗降人員調査結果 人／日    | 特 記 事 項                |
| -------------------------- | ------------------------------------ | ------------------------------------ | ------------------------------------ | ------------------------------------ | -------------------------- | -------------------------- | -------------------------- |
| 年 度                      | 通勤定期                             | 通学定期                             | 定期外                               | 合 計                                | 調査日                     | 調査結果                   | 特 記 事 項                |
| 1950年（昭和25年）         | 935,490                              | ←←←←                                 | 368,226                              | 1,303,716                            |                            |                            |                            |
| 1951年（昭和26年）         | 920,940                              | ←←←←                                 | 350,708                              | 1,271,648                            |                            |                            |                            |
| 1952年（昭和27年）         | 732,210                              | ←←←←                                 | 322,097                              | 1,054,307                            |                            |                            |                            |
| 1953年（昭和28年）         | 616,620                              | ←←←←                                 | 314,237                              | 930,857                              |                            |                            |                            |
| 1954年（昭和29年）         | 596,130                              | ←←←←                                 | 308,115                              | 904,245                              |                            |                            |                            |
| 1955年（昭和30年）         | 541,530                              | ←←←←                                 | 274,935                              | 816,465                              |                            |                            |                            |
| 1956年（昭和31年）         | 385,170                              | ←←←←                                 | 246,911                              | 632,081                              |                            |                            |                            |
| 1957年（昭和32年）         | 516,660                              | ←←←←                                 | 197,121                              | 713,781                              |                            |                            |                            |
| 1958年（昭和33年）         | 525,390                              | ←←←←                                 | 275,720                              | 801,110                              |                            |                            |                            |
| 1959年（昭和34年）         | 510,780                              | ←←←←                                 | 251,115                              | 761,895                              |                            |                            |                            |
| 1960年（昭和35年）         | 530,430                              | ←←←←                                 | 191,336                              | 721,766                              |                            |                            |                            |
| 1961年（昭和36年）         | 511,680                              | ←←←←                                 | 164,145                              | 675,825                              |                            |                            |                            |
| 1962年（昭和37年）         | 537,290                              | ←←←←                                 | 186,246                              | 723,536                              |                            |                            |                            |
| 1963年（昭和38年）         | 610,050                              | ←←←←                                 | 196,053                              | 806,103                              |                            |                            |                            |
| 1964年（昭和39年）         | 628,530                              | ←←←←                                 | 200,608                              | 829,138                              |                            |                            |                            |
| 1965年（昭和40年）         | 615,660                              | ←←←←                                 | 216,177                              | 831,837                              |                            |                            |                            |
| 1966年（昭和41年）         | 467,190                              | ←←←←                                 | 161,587                              | 628,777                              |                            |                            |                            |
| 1967年（昭和42年）         | 461,850                              | ←←←←                                 | 155,041                              | 616,891                              |                            |                            |                            |
| 1968年（昭和43年）         | 561,240                              | ←←←←                                 | 176,212                              | 737,452                              |                            |                            |                            |
| 1969年（昭和44年）         | 804,060                              | ←←←←                                 | 210,497                              | 1,014,557                            |                            |                            |                            |
| 1970年（昭和45年）         | 869,130                              | ←←←←                                 | 233,338                              | 1,102,468                            |                            |                            |                            |
| 1971年（昭和46年）         | 880,470                              | ←←←←                                 | 255,505                              | 1,135,975                            |                            |                            |                            |
| 1972年（昭和47年）         | 927,330                              | ←←←←                                 | 278,487                              | 1,205,817                            |                            |                            |                            |
| 1973年（昭和48年）         | 999,900                              | ←←←←                                 | 349,758                              | 1,349,658                            |                            |                            |                            |
| 1974年（昭和49年）         | 1,001,400                            | ←←←←                                 | 350,625                              | 1,352,025                            |                            |                            |                            |
| 1975年（昭和50年）         | 993,060                              | ←←←←                                 | 344,831                              | 1,337,891                            |                            |                            |                            |
| 1976年（昭和51年）         | 933,480                              | ←←←←                                 | 298,440                              | 1,231,920                            |                            |                            |                            |
| 1977年（昭和52年）         | 860,070                              | ←←←←                                 | 301,001                              | 1,161,071                            |                            |                            |                            |
| 1978年（昭和53年）         | 819,300                              | ←←←←                                 | 301,094                              | 1,120,394                            |                            |                            |                            |
| 1979年（昭和54年）         | 822,870                              | ←←←←                                 | 293,755                              | 1,116,625                            |                            |                            |                            |
| 1980年（昭和55年）         | 828,900                              | ←←←←                                 | 300,432                              | 1,129,332                            |                            |                            |                            |
| 1981年（昭和56年）         | 835,560                              | ←←←←                                 | 291,065                              | 1,126,625                            |                            |                            |                            |
| 1982年（昭和57年）         | 858,330                              | ←←←←                                 | 298,078                              | 1,156,408                            | 11月16日                   | 7,500                      |                            |
| 1983年（昭和58年）         | 852,900                              | ←←←←                                 | 291,508                              | 1,144,408                            | 11月8日                    | 7,547                      |                            |
| 1984年（昭和59年）         | 881,640                              | ←←←←                                 | 281,601                              | 1,163,241                            | 11月6日                    | 7,923                      |                            |
| 1985年（昭和60年）         | 880,230                              | ←←←←                                 | 289,814                              | 1,170,044                            | 11月12日                   | 7,724                      |                            |
| 1986年（昭和61年）         | 868,560                              | ←←←←                                 | 302,184                              | 1,170,744                            | 11月11日                   | 7,967                      |                            |
| 1987年（昭和62年）         | 907,350                              | ←←←←                                 | 294,155                              | 1,201,505                            | 11月10日                   | 8,222                      |                            |
| 1988年（昭和63年）         | 889,500                              | ←←←←                                 | 305,050                              | 1,194,550                            | 11月8日                    | 7,953                      |                            |
| 1989年（平成元年）         | 871,140                              | ←←←←                                 | 307,745                              | 1,178,885                            | 11月14日                   | 8,018                      |                            |
| 1990年（平成2年）          | 839,640                              | ←←←←                                 | 309,425                              | 1,149,065                            | 11月6日                    | 7,960                      |                            |
| 1991年（平成3年）          | 856,680                              | ←←←←                                 | 327,287                              | 1,183,967                            |                            |                            |                            |
| 1992年（平成4年）          | 839,130                              | ←←←←                                 | 340,489                              | 1,179,619                            | 11月10日                   | 7,941                      |                            |
| 1993年（平成5年）          | 829,350                              | ←←←←                                 | 346,636                              | 1,175,986                            |                            |                            |                            |
| 1994年（平成6年）          | 844,530                              | ←←←←                                 | 336,442                              | 1,180,972                            |                            |                            |                            |
| 1995年（平成7年）          | 912,900                              | ←←←←                                 | 332,334                              | 1,245,234                            | 12月5日                    | 7,748                      |                            |
| 1996年（平成8年）          | 959,310                              | ←←←←                                 | 339,965                              | 1,299,275                            |                            |                            |                            |
| 1997年（平成9年）          | 1,011,210                            | ←←←←                                 | 321,983                              | 1,333,193                            |                            |                            |                            |
| 1998年（平成10年）         | 1,074,030                            | ←←←←                                 | 318,156                              | 1,392,186                            |                            |                            |                            |
| 1999年（平成11年）         | 1,110,960                            | ←←←←                                 | 322,061                              | 1,433,021                            |                            |                            |                            |
| 2000年（平成12年）         | 1,106,130                            | ←←←←                                 | 314,514                              | 1,420,644                            |                            |                            |                            |
| 2001年（平成13年）         | 1,131,720                            | ←←←←                                 | 313,214                              | 1,444,934                            |                            |                            |                            |
| 2002年（平成14年）         | 1,105,560                            | ←←←←                                 | 303,084                              | 1,408,644                            |                            |                            |                            |
| 2003年（平成15年）         | 1,139,010                            | ←←←←                                 | 305,704                              | 1,444,714                            |                            |                            |                            |
| 2004年（平成16年）         | 1,176,570                            | ←←←←                                 | 306,726                              | 1,483,296                            |                            |                            |                            |
| 2005年（平成17年）         | 1,226,400                            | ←←←←                                 | 316,726                              | 1,542,747                            | 11月8日                    | 7,399                      |                            |
| 2006年（平成18年）         | 1,270,440                            | ←←←←                                 | 327,914                              | 1,598,354                            |                            |                            |                            |
| 2007年（平成19年）         | 1,324,650                            | ←←←←                                 | 324,317                              | 1,648,967                            |                            |                            |                            |
| 2008年（平成20年）         |                                      | ←←←←                                 |                                      |                                      | 11月18日                   | 7,850                      |                            |
| 2009年（平成21年）         | 1,351,050                            | ←←←←                                 | 311,080                              | 1,662,130                            |                            |                            |                            |

## 駅周辺
- おぼろタオル本社 - 白塚タオル6社が消滅した現在、今治、泉州とならぶ三大産地・三重を代表するタオル業者。
- 津あけぼの座 - 小劇場
- 三重大学
- 三重大学医学部附属病院
- 三重短期大学
- 津上浜郵便局
- 志登茂川 - この川に架かる江戸橋が駅名の由来。
- 三重高等自動車学校
- 常夜燈（伊勢街道・伊勢別街道の分岐点）
- 江戸橋海水浴場
- 三重県津庁舎
- MEGAドン・キホーテ津桜橋店
- イオンシネマ津（AC津）

## 隣の駅
近畿日本鉄道
E 名古屋線
■急行
白子駅 (E31) - 江戸橋駅 (E38) - 津駅 (E39)
■普通
高田本山駅 (E37) - 江戸橋駅 (E38) - 津駅 (E39)

### かつて存在した路線
近畿日本鉄道
伊勢線
江戸橋駅 - 部田駅